# جی.او. تیلور
جی. او. تیلور (انگلیسی: J.O. Taylor؛ ۲۷ دسامبر ۱۸۸۷ – ۷ سپتامبر ۱۹۷۴) فیلم‌بردار اهل ایالات متحده آمریکا بود.
وی فیلمبردار فیلم‌هایی همچون گرگ دریا، شیکاگو پس از نیمه‌شب، پنجه میمون و کینگ کونگ بوده‌است.